# Красный (Южное сельское поселение)
Красный — хутор в Крымском районе Краснодарского края.
Входит в состав Южного сельского поселения.

## География

### Улицы
- пер. Гвардейский,
- ул. Адагумская,
- ул. Железнодорожная,
- ул. Приусадебная,
- ул. Школьная.

## История
В 1923 году по решению Слободского сельского Совета крестьяне получили по 0,5 га земли. Жители хутора Красного объединились в «Товарищество по совместной обработке земли». В 1935 году был образован колхоз им. Кагановича, который впоследствии вошел в колхоз им. Ленина.

## Население
| 1999 | 2002 | 2010 |
| ---- | ---- | ---- |
| 780  | ↘745 | ↗837 |